# Ghiacciaio Lambert
Il ghiacciaio Lambert è il più grande ghiacciaio dell'Antartide e del mondo. Situato in particolare nella costa più orientale della Terra di Mac. Robertson, in un tratto costiero ancora senza nome tra la costa di Lars Christensen e la costa di Ingrid Christensen (Terra della Principessa Elisabetta), il ghiacciaio Lambert raggiunge una larghezza di circa 130 km e si estende per una lunghezza di oltre 420 km, pari a circa l'8% di tutta la calotta antartica, scorrendo a est e a sud dei monti del Principe Carlo e fluendo verso nord all'interno del graben di Lambert fino ad andare ad alimentare la piattaforma di ghiaccio Amery (dove lo spessore del ghiaccio arriva ad essere di 2500 m), sul lato occidentale della baia di Prydz.

## Storia
Il ghiacciaio Lambert fu mappato e battezzato nel 1952 dal geografo americano John H. Roscoe che effettuò un dettagliato studio dell'area basandosi su fotografie aeree scattate durante l'operazione Highjump, 1946-47. Roscoe diede alla formazione il nome di "ghiacciaio Baker Three", in associazione con il nome in codice dell'aeroplano e dell'equipaggio della marina militare statunitense che, nel marzo 1947, effettuò le suddette fotografie durante tre distinti voli lungo la costa. Il ghiacciaio fu descritto nel Dizionario Geografico Antartico statunitense n.14 del 1956 ma esso non apparve subito nella mappe pubblicate. Come risultato, si cominciò a indicare la formazione con il nome che le era stato dato nel 1957 dal Comitato australiano per i toponimi e le medaglie antartici in seguito alla mappatura della zona effettuata nel 1956 da una delle spedizioni di ricerca antartica australiane, ossia con il nome di "ghiacciaio Lambert", che divenne infine quello ufficiale. Tale nome era stato dato al ghiacciaio in onore di Bruce P. Lambert, direttore del servizio di cartografia nazionale del ministero australiano per lo sviluppo nazionale.

## Telerilevamento

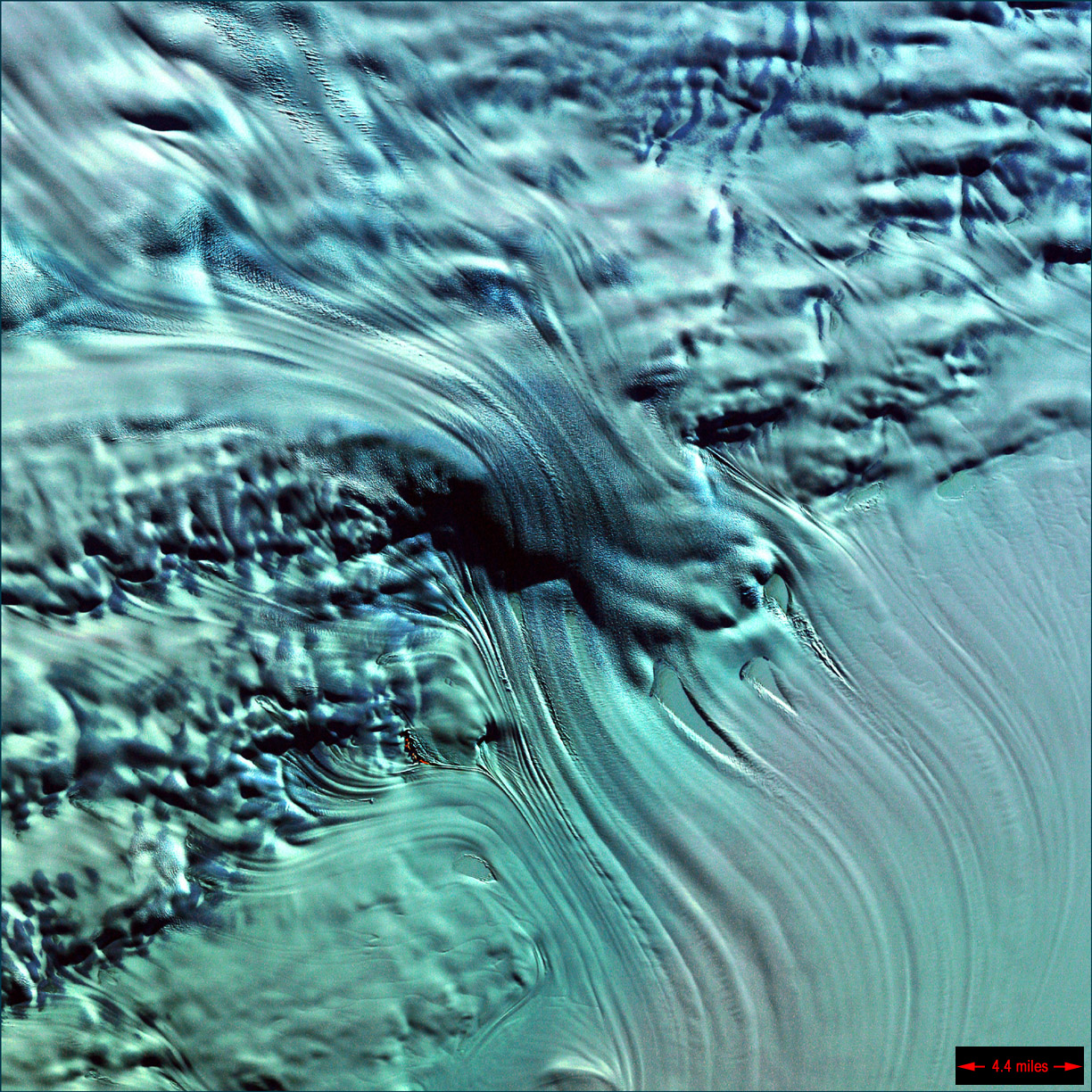
Un flusso di ghiaccio che alimenta il ghiacciaio Lambert.

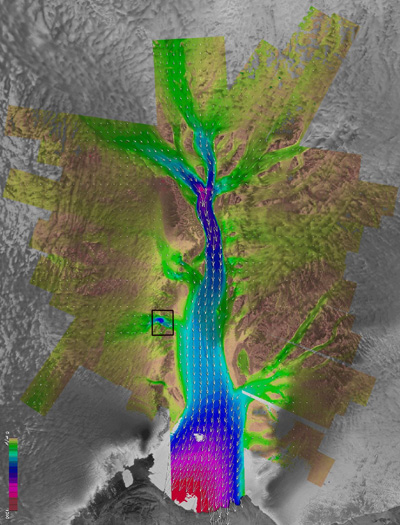
Questa immagine NASA mostra le diverse velocità di scorrimento del ghiacciaio Lambert. Il riquadro indica la posizione della cascata di ghiaccio ritratta nell'immagine precedente.

Date le sue dimensioni, lo studio del ghiacciaio è molto importante per capire le conseguenze del cambiamento climatico poiché cambiamenti anche molto piccoli possono avere ripercussioni significative sul suo scorrimento. A causa delle severe condizioni atmosferiche dell'area, la maggior parte degli studi viene però effettuata grazie a tecniche di telerilevamento.
Nella fotografia in alto è mostrato un flusso di ghiaccio largo circa 6 km che va a confluire nel ghiacciaio Lambert e che è affiancato da altri flussi che scorrono giù per una scarpata più ripida muovendosi più lentamente. Qui la velocità del flusso è di circa 500 m all'anno ma si raggiungono anche punte di 1200 m all'anno nei pressi della piattaforma glaciale Amery. 
Nella seconda fotografia, orientata con il nord verso il basso, sono mostrate le velocità di scorrimento del ghiacciaio. I valori di velocità delle diverse aree sono i seguenti: 
Aree marroni — fino a 50 m all'anno.
Aree verdi — fino a 250 m all'anno.
Aree blue — fino a 500 m all'anno.
Aree viola — circa 1000 m all'anno.
Aree rosse — fino a 1200 m all'anno.